# Østat
En østat er et land, der udelukkende består af en ø eller er en øgruppe og intet territorium har på et kontinent. I alt 48 af verdens lande er østater. Størstedelen af de mindste lande i verden er østater.
Østater kan omtrentligt inddeles i to grupper. En gruppe består af stater der er store, relativt befolkede, og ofte ligger nær et kontinent. I denne gruppe findes Japan, Sri Lanka, Filippinerne, Cuba, Storbritannien og Madagaskar. Det største medlem af denne gruppe, og verdens største østat, er Indonesien. Disse stater har typisk kulturelle og politiske similariteter med deres kontinentale naboer. Deres ø-status har nogle gange været en stategisk fordel, der har isoleret dem fra en invasion og gjort dem vigtige i regionhandel på grund af deres placering og maritime fordele.
Australien kan eventuelt inkluderes i denne kategori: en østat så stor, at de fleste anser den som et kontinent, selv om den i virkeligheden kun udgør 90% af kontinentet Australasien, (et område af Oceanien der består af Australien, New Zealand, Papua Ny Guinea, den østlige del af Indonesien og de nærmeste, omkringliggende øer).
Den anden gruppe består af mindre østater som Malta, Cypern, Bahamas, Tonga og Maldiverne.
Disse lande er ofte meget forskellige fra deres kontineltallande. Deres ringe størrelse betyder ofte, at der er meget lidt dyrkbart land og sjældent mange naturresourcer. I moderne tid er mange mindre østater dog blevet centre for turisme, som for mange af dem er blevet en vigtig industri.
Nogle østater er centreret på en eller få større øer som f.eks. Storbritannien eller Island. Andre er spredt ud over flere mindre øer som f.eks Færøerne eller De Kanariske Øer.
Nogle østater deler deres øer med andre lande, som tilfældet er med Irland, som deler ø med Nordirland, eller den Dominikanske Republik som deler ø med Haiti.

## Havretskonventionen
I de Forenede Nationers havretskonvention indgår økonomiske og politiske forhold i definitionen af begrebet arkipelag. Årsagen er, at der ved anvendelsen af havretskonventionen kan være modstridende økonomiske og juridiske interesser omkring f.eks. størrelsen af territorialfarvande, ret til mineralforekomster, suverænitetshævdelse etc. 

### Konventionens definitioner

#### Definiton 1
Konventionens definition lyder i forkortet udgave:
- Et arkipelag er en gruppe øer, herunder dele af øer, indbyrdes forbundne farvande og andre naturlige forekomster, som er så nært forbundne, at de udgør en naturlig geografisk, økonomisk og politisk enhed, eller som historisk er blevet betragtet som en sådan.

#### Definiton 2
Samme konvention definerer en arkipelagstat som:
- En stat, som er dannet helt af et eller flere arkipelager, og som kan omfatte andre øer.

## Definition
Nogle anser f.eks. Danmark for en østat, idet den består af et stort antal øer, 443, hvoraf 76 er permanent beboede.
Dette er dog forkert, da definitionen af en østat som førnævnt er, at den intet territorium ejer på et fastlandskontinent.